# 陈良翰
陈良翰（？—？），字邦彦，台州临海塘南（今属温岭东海）人，南宋官员。

## 生平
陈良翰以孝順聞名。绍兴五年进士。历官会稽主簿、慈溪知县、瑞安知县、衢州教授、检法官、监察御史。隆興元年（1163年），擔任右正言。當時汤思退等人坚主和金，陈良翰、周操不以为然。陈良翰稱：“思退庸狡，小黠大痴，将误国。”汤思退派王之望出使金朝割海、泗、唐、鄧四州。陈良翰極力反對，说：“金国不折一兵而坐收四千里要害之地”，指稱這是“秦桧复见於今”。官至兵部侍郎、太子詹事兼侍讲。后以疾告老，卒，年六十五。谥献肃。

## 家族
父陈守忠官和州通判，早逝。

## 延伸阅读
[在维基数据编辑]
 《宋史·卷387》，出自脱脱《宋史》